# Salvador Minuchin
Salvador Minuchin (San Salvador, 13 ottobre 1921 – 30 ottobre 2017) è stato un pediatra, psichiatra e psicoterapeuta argentino noto in particolar modo per aver sviluppato la terapia strutturale di famiglia.
Nel 2007, in un sondaggio di 2.600 psicologi Minuchin è stato nominato come uno dei dieci terapisti più influenti del passato quarto di secolo

## Biografia
Salvador Minuchin nasce a San Salvador (Entre Ríos) in Argentina nel 1921 da una famiglia ebrea immigrata di origine russa.
Divenuto medico pediatra, dapprima lavora in Israele con bambini orfani immigrati, poi si trasferisce negli Stati Uniti, dove si specializza in psichiatria.
Negli anni cinquanta dirige a New York un centro residenziale per ragazzi deviati; questa esperienza gli fa percepire i limiti del metodo psicanalitico, il quale non rivolge un'adeguata attenzione al contesto familiare in cui i soggetti vivono e si sviluppano.
In questa esperienza lavorativa ha modo di inquadrare, inoltre, i problemi delle famiglie svantaggiate (spesso appartenenti a comunità di colore o neolatine) come derivanti dall'eccessiva ed estrema disorganizzazione e incapacità dei membri di svolgere in modo idoneo e adeguato il loro ruolo all'interno del contesto familiare.
Nel 1965 Minuchin dirige a Filadelfia la Child Guidance Clinic che diviene, sotto la sua guida, un punto di riferimento fondamentale e internazionale per la terapia familiare, inoltre il centro si occupa della cura dell'anoressia nervosa divenendo così un centro di notevole spicco medico.
Negli anni successivi Minuchin torna a New York dove continua a occuparsi delle famiglie multiproblematiche e a formare terapisti familiari.
Si congeda dall'attività nel 1966 e si trasferisce a Boston. Muore, per uno scompenso cardiaco, a Boca Raton, in Florida, il 30 ottobre 2017.

## Opere principali
Tra le principali opere del terapeuta:
- "Famiglie e terapie della famiglia" scritto nel 1974, in quest'opera sono esposti i principi della terapia strutturale della famiglia e delle famiglie psicotiche.
- "Famiglie psicosomatiche. L'anoressia mentale nel contesto familiare" scritto nel 1978, in collaborazione con Lester Bake e Berenice L. Rosman, Minuchin e i suoi collaboratori applicano, in quest'opera, le tecniche della terapia della famiglia all'anoressia, disagio che per molto tempo si era dimostrato refrattario ad ogni tipo di cura.
- "Terapia Familiare", lavoro pubblicato nel 1999, dove egli mette in discussione gli assunti di base, essenzialmente politici, del costruzionismo sociale, per quanto riguarda la loro utilità a fini terapeutici e sostiene che, in questa teoria, gli interlocutori rimangono l'individuo e l'ambiente sociale, mentre la famiglia come elemento di mediazione tra i due è scomparsa. Inoltre critica la posizione di un terapeuta narrativo, nuovamente neutrale, che non deve avere alcuna influenza o coinvolgimento personale nella situazione terapeutica.